# Le Coup d'État permanent
Le Coup d'État permanent est un essai de François Mitterrand, publié par Plon le 7 mai 1964. Paru pendant la présidence de Charles de Gaulle, François Mitterrand y dénonce sa pratique personnelle du pouvoir. Le titre s'appuie sur la notoriété du livre de Léon Trotski La Révolution permanente.

## Contenu
Mitterrand dénonce la pratique du pouvoir personnel par le général de Gaulle. Il ne se contente pas de critiquer la lettre de la Constitution : il reproche plutôt au général de Gaulle d'avoir trahi la promesse de 1958, selon laquelle le président est un arbitre. Selon Mitterrand, le chef de l'État est devenu tout-puissant : il montre la faiblesse du gouvernement et du Parlement, marginalisés par le président de la République. Dès 1949, Mitterrand s'inquiète de la création du RPF, qu'il juge trop au service exclusif de la personne de De Gaulle. Aussi, lors des débats au terme desquels l'Assemblée nationale lui confie la rédaction d'une nouvelle Constitution, Mitterrand exprime son opposition, puis il appelle à voter non lors du référendum du 28 septembre 1958. En 1958, il connaît sa seconde défaite aux élections législatives (la première avait eu lieu lors des élections pour la seconde assemblée constituante du 6 juin 1946, dans le département de la Seine). Il se fait élire sénateur de la Nièvre en 1959. Son opposition au référendum de 1962 paie, puisqu'il retrouve son siège de député de la Nièvre.
François Mitterrand insiste aussi sur les abus en matière de justice et de police, le gaullisme devenant « de Gaulle plus la police »,. Il dénonce par exemple l'utilisation de provocateurs, la multiplication des bavures et brutalités policières, les officines en tous genres (comme le SAC et les réseaux Foccart), les tribunaux d'exception (Haut Tribunal militaire, remplacé par une Cour militaire de justice puis par la Cour de sûreté de l'État, cette dernière ayant été supprimée dès l'été 1981 par la gauche), le mépris du Conseil constitutionnel et du Conseil d'État, ou encore le recours abusif au délit d'offense au chef de l'État.
Les préfaciers de la réédition de 2010 rappellent que Mitterrand a déjà voté contre la Constitution de la Quatrième République, critiquant ce « régime anachronique ». Si le livre est souvent présenté comme une dénonciation de l'élection présidentielle au suffrage universel, il ne contient pas de tel jugement, Mitterrand jugeant le principe « acceptable en soi ». En revanche, il dénonce les conditions de ce choix qui procède non d'une délibération parlementaire, mais d'un texte élaboré par l'exécutif, ce qui est anticonstitutionnel, dénonce le président du Sénat Gaston Monnerville, qui accuse le Premier ministre de forfaiture en violant le texte de la Constitution en vigueur. 
Le livre connaît un grand écho qui permet à François Mitterrand d'incarner la meilleure opposition à de Gaulle. Alors que Gaston Defferre et Pierre Mendès-France insistent sur la critique du programme gaullien, François Mitterrand fait le choix d'affronter l'essence même du régime gaulliste. Cela le fait choisir comme le candidat de gauche pour l'élection présidentielle de 1965, où son accession au second tour le rend incontournable pour les échéances futures. 

## Histoire de l'ouvrage et références ultérieures
Le succès du livre est survenu un an après sa sortie lorsque François Mitterrand a atteint le second tour de l'élection présidentielle de 1965. Le livre est alors épuisé. Il est réédité  en livre de poche en 1965 chez 10/18. En 1984, quelques années après son élection à la présidence de la République, l'ouvrage est réimprimé par les éditions Julliard ; chez 10/18 une deuxième fois en 1993 ; une ultime fois par Les Belles Lettres en 2010.
En 2000, le conseiller régional socialiste Bertrand Mertz fait écho à l'ouvrage de Mitterrand en intitulant son propre livre Le Coup d'État rémanent, dans lequel il critique également la Cinquième République, mais prend acte de l'attachement, selon lui définitif, à l'élection au suffrage universel du président.
En 2004, pour le quarantième anniversaire de sa parution, l'ouvrage est rappelé par le socialiste Arnaud Montebourg et son groupe de la Convention pour la VIe République (C6R). Ils estiment que la présidence de Jacques Chirac est une démonstration des idées de Mitterrand de 1964. En 2004 puis en 2005, la C6R tient son université d'été à Jarnac, ville natale de François Mitterrand et dont le maire est alors membre de la C6R.
En 2008, lorsque Nicolas Sarkozy décide de faire ratifier le traité simplifié européen, plus connu sous le nom de traité de Lisbonne, le député-maire gaulliste de l'Essonne, Nicolas Dupont-Aignan (président de Debout la République) sort un livre intitulé Le Coup d'État simplifié pour dénoncer la manœuvre qu'il juge anti-démocratique.
En 2009, l'essai Abus de pouvoir de François Bayrou, qui critique la présidence de Nicolas Sarkozy en dénonçant des pratiques et des discours qu'il estime contraires à la République, est comparé par plusieurs journalistes au célèbre ouvrage de Mitterrand,,.

## Portée politique générale
S'il s'inscrit dans un contexte historique déterminé et vise le pouvoir du général de Gaulle, ce livre a néanmoins une portée plus large au niveau de la réflexion politique qu'il contient. Il montre qu'un pouvoir personnel qui entend s'appuyer directement sur le peuple en écartant les corps intermédiaires fait paradoxalement le jeu d'une technocratie rampante qui s'installe au sein de l'administration et confisque en réalité le pouvoir appartenant à la représentation nationale. 
En effet, le général de Gaulle captant, à lui seul, la volonté populaire, laisse les mains libres à une sphère d'administrateurs qui dictent une politique indifférente aux préoccupations du peuple et comme l’écrit François Mitterrand : « en remplaçant la représentation nationale par l'infaillibilité du chef, le général de Gaulle concentre sur lui l'intérêt, la curiosité, les passions de la nation et dépolitise le reste. » (p. 151 éd. Le goût des idées).
Mitterrand met au jour le caractère dialectique du pouvoir. En effet, la parole démagogique du chef qui se veut en relation directe avec le peuple produit dans les faits la domination des grands corps de l'État qui détiennent en réalité la clef du pouvoir au quotidien.